# 제주방송
제주방송(濟州放送, 영어: Jeju international Broadcasting System)은 대한민국 제주특별자치도를 대상으로 하는 SBS(모기업:태영건설)의 제주특별자치도권 네트워크 민영 방송이며 SBS가 공동 모지주 역할을 할겸 사내메일을 공동통합형 방식으로 @sbs.co.kr로 통일해야한다.

## 개요

### 개국 과정
원래 2001년 12월 7일에 설립되었으며, 2002년 1월에 방송위원회의 승인받을 때까지 2001년 12월 7일에 테스트 전송을 시작한 후 처음으로 데모를 시작하였으며, 2002년 3월 29일 아날로그 텔레비전 방송의 공식 방송을 공식적으로 개시 할 수 있도록 2002년 5월 31일에 공식 방송을 시작하였다.

### 방송 현황
호출부호 HLKJ-DTV, 가상채널 6번(SBS와 마찬가지), 출력 1kW 등으로 방송하고 지상파 DMB는 HLKJ-TDMB를 사용하며, 물리채널 13C로 맞춘다. 다만 FM 라디오 방송은 호출부호 HLQC-FM를 사용하며, 주파수 101.5 MHz(제주시), 98.5 MHz(서귀포시), 97.5 MHz(제주시 서부) 등으로 듣는다.

### 캐치프레이즈
- 희망과 용기, 지혜를 주는 방송 (2002년 ~ 2011년)
- 행복을 심는 방송 (2012년 ~ 2016년)
- 제주의 미래를 엽니다. (2017년 ~ 현재)

## 연혁
- 2001년 5월 22일 : 지상파 방송 사업 허가 추천 신청 - 방송위원회
- 2001년 12월 7일: 제주국제자유도시방송으로 창립.
- 2002년 1월: 방송위원회로부터 민영방송 허가 추천.
- 2002년 2월 8일: 제주민방 기공식 행사
- 2002년 2월 25일: 영문 약칭을 JIBS로 지정.
- 2002년 3월 29일: 정보통신부(현 방송통신위원회 및 과학기술정보통신부)로부터 TV 방송국 개설 허가.[1][2]
- 2002년 4월 2일: 제주체신청으로부터 JIBS 서귀포 TV 중계소 개설 허가.[3]
- 2002년 4월 4일: 제주체신청으로부터 무선국(M/W) 허가와 함께 방송 송출 시설망 구축.
- 2002년 5월 30일: 통합 JIBS 개국 준비를 위해 SBS 제주지국 폐업 및 kbc 광주방송 제주지국센타 폐업
- 2002년 5월 31일: TV 방송 개국(HLKJ-TV, Ch 22)
- 2002년 6월 22일 ~ 2002년 9월 8일: 제주도 케이블SO 채널39 JIBS제주방송 송출개시 
 (iTV 경인방송 송출종료 후 대체 송출)
- 2002년 9월 8일: 제주도 케이블SO 채널6 SBS-TV 역외 재송신 오후 23:59 송출종료
- 2002년 9월 9일 : 제주도 케이블SO 채널6 JIBS 제주방송 00:00 송출개시 
 (채널번호가 채널39에서 채널6으로 변경)
- 2002년 11월 11일 : DTV 지상파 방송 허가 추천 - 방송위원회
- 2003년 1월 4일 : FM 방송국 허가 - 정보통신부 
 (호출부호: HLQC-FM, 주파수: 101.5㎒, 출력: 3㎾)
- 2003년 6월 1일: New Power FM 개국.
- 2003년 6월 25일 : DTV 방송국 허가 - 정보통신부 
 (호출부호: HLKJ-DTV, 주파수: 587㎒, 물리채널: CH33, 가상채널: CH6-1, 출력: 1㎾)
- 2003년 6월 27일 : 서귀포 디지털 TV 방송 무선국 허가 - 제주체신청 
 (주파수: 479 MHz, 물리채널: CH15)
- 2005년 2월 14일: 위성방송(스카이라이프) 송출.
- 2005년 6월 1일: 디지털 TV 개국.
- 2007년 5월 2일: 지상파 DMB 방송 허가 - 정보통신부
- 2008년 6월 30일: 지상파 DMB 방송 송출.
- 2008년 12월 30일: JIBS문화장학재단 창립.
- 2010년 6월 9일: 광해악 중계소 DTV 방송보조국 허가 취득 및 송출
- 2011년 6월 29일 : 지상파 아날로그 TV 방송 종료.
- 2017년 : 제주방송으로 법인명 변경
- 2022년 : JIBS 창사 20주년 JIBS UHD 방송 개국.

## 연중캠페인
- 2017년 ~ 2018년 : 따뜻한 동행 행복한 제주
- 2022년 ~ 현재 : 제주의 미래를 엽니다.

## 아나운서
- 김민경 아나운서 (2002년 입사)
- 최재혁 아나운서 (2002년 입사)
- 이정민 아나운서 (2004년 입사)
- 장성규 아나운서 (2006년 입사)
- 신유정 아나운서 (2025년 입사)
- 고이정 아나운서 (2025년 입사)

## 기상캐스터
- 이소연

## TV 방송
2002년 5월 31일 개국하였다. 2005년 6월 1일 디지털 TV 방송을 개국하고 2011년 6월 29일 아날로그 TV 방송을 종료하였다. 제주도 전역과 전남 일부 지역을 가시청권역으로서 방송 중이다.

### 로고송
아름다운 제주 평화로운 제주 JIBS (제이아이비에스)
함께 열어요 사랑의 섬 평화의 섬 JIBS (제이아이비에스)
행복한 세상 함께 열어요 JIBS (제이아이비에스)
우리 친구 함께 이웃 좋은 방송 JIBS (제이아이비에스)

### 프로그램
의무 로컬 편성 비율은 21%다.
- 뉴스

- 자체 제작
  - J방플
  - 맛있는 제주만들기
  - 혼저옵서예
  - 다이나믹 뷰 제주
- 민방 자사 지역 제작 프로그램
  - 네트워크 현장 고향이 보인다 (SBS)
  - 네모세모 (ubc)
  - 열린예술무대 뒤란 (ubc)
  - 전국 톱 10 가요 쇼 (CJB)
  - 최강 1교시 (KNN)
- 각종 특집 프로그램 
 (시사대담, 토론, 지역축제중계, 문화예술행사 등)

### 방송 송출 시설망
- 호출부호 : HLKJ-DTV
- 가상채널 : 6-1

| 송신소        | UHD      | UHD    | HD       | HD    | 송신소 위치                        |
| 송신소        | 물리채널 | 출력   | 물리채널 | 출력  | 송신소 위치                        |
| ------------- | -------- | ------ | -------- | ----- | ---------------------------------- |
| 견월악 송신소 | 준비중   | 준비중 | CH 33    | 1㎾   | 제주 제주시 봉개동 산78-1          |
| 소길 중계소   | 준비중   | 준비중 | CH 50    | 10W   | 제주 제주시 애월읍 소길리 산194-15 |
| 금악 중계소   | 준비중   | 준비중 | CH 48    | 20W   | 제주 제주시 한림읍 금악리 산1-2    |
| 광해악 중계소 | 준비중   | 준비중 | CH 39    | 90W   | 제주 서귀포시 안덕면 서광리 937    |
| 삼매봉 중계소 | 준비중   | 준비중 | CH 15    | 500W  | 제주 서귀포시 남성로115번길 53     |
| 송당 소출력   | 준비중   | 준비중 | CH 33    | 0.05W | 제주 제주시 구좌읍 송당리          |

### 디지털 TV
호출부호 : HLKJ-DTV
| 송신소        | 채널  | 출력 | 송신소 위치                    |
| ------------- | ----- | ---- | ------------------------------ |
| 견월악 송신소 | CH 33 | 10㎾ | 제주 제주시 명림로 584         |
| 삼매봉 중계소 | CH 15 | 1㎾  | 제주 서귀포시 남성로115번길 53 |

## 라디오 방송

### New Power FM
2003년 6월 1일에 개국하였다. FM라디오 1채널을 운영 중이며, 제주, 전남 남해안 전 지역을 가청권역으로서 방송중이다.

### 현재 송출 프로그램
| JIBS 뉴-파워 FM                | JIBS 뉴-파워 FM            | JIBS 뉴-파워 FM | JIBS 뉴-파워 FM |
| 프로그램명                     | 방송시간                   | DJ              | 방송분량        |
| ------------------------------ | -------------------------- | --------------- | --------------- |
| 장성규, 신유정의 라디오를 틀자 | 매일 오전 9시 ~ 오전 11시  | 장성규,신유정   | 120분           |
| 양해림의 요망진 라디오         | 매일 오전 11시 ~ 오후 12시 | 양해림          | 60분            |
| 이정민의 All4U                 | 매일 오후 16시 ~ 오후 18시 | 이정민          | 120분           |
| FM TOWN                        | 매일 새벽 4시 ~ 4시 53분   |                 | 120분           |

### 방송 송출 시설망
| JIBS New Power FM | JIBS New Power FM | JIBS New Power FM | JIBS New Power FM | JIBS New Power FM               |
| 송신소            | 주파수            | 출력              | 호출부호          | 송신소 위치                     |
| ----------------- | ----------------- | ----------------- | ----------------- | ------------------------------- |
| 견월악 송신소     | FM 101.5㎒        | 3㎾               | HLQC-FM           | 제주 제주시 명림로 584          |
| 삼매봉 중계소     | FM 98.5㎒         | 1㎾               | -                 | 제주 서귀포시 남성로115번길 53  |
| 금악 중계소       | FM 97.5㎒         | 100W              | -                 | 제주 제주시 한림읍 금악리 산1-2 |

### 라디오 멘트
- JIBS New Power FM 방송입니다 HLQC(로고송 후 시보) - 이정민 아나운서 버전
- 여러분의 JIBS New Power FM 방송입니다~ HLQC(로고송 후 시보) - 경영관리부 김민경 아나운서 버전
- (여러분의) JIBS New Power FM 방송입니다 HLQC(광고 후 시보) - 시보광고가 있을 때 버전

### 로고송
자체 로고송은 없었으며, "행복한 세상 함께 열어요~ JIBS~" TV 로고송이 라디오에서 사용되었다.

## NOW JEJU TV
NOW JEJU TV는 제주방송에서 운영하는 제주도 정보전문 텔레비전 채널이다.

### 연혁
- 2017년 9월 15일 개국. KT 올레TV(Ch 94) 런칭.
- 2018년 10월 11일 SK Btv(Ch 225) 런칭.

### 편성 기준
JIBS가 선정한 프로그램과 제주도에 관한 생활정보 프로그램으로 주로 방송한다.